# Episodi di Grey's Anatomy (dodicesima stagione)
La dodicesima stagione della serie televisiva Grey's Anatomy, composta da ventiquattro, è stata trasmessa in prima visione assoluta negli Stati Uniti d'America da ABC dal 24 settembre 2015 al 19 maggio 2016.
A partire da questa stagione, entra a far parte del cast fisso della serie l'attore neozelandese Martin Henderson, nel ruolo di Nathan Riggs, un nuovo chirurgo cardiotoracico arrivato al Grey-Sloan Memorial Hospital. 
Dopo il suo ruolo ricorrente dalla sesta stagione della serie, Jason George nel ruolo nel dottor Benjamin Warren è promosso a membro regolare. 
Nel gennaio 2016 viene promosso ulteriormente a membro regolare l'attore italo-canadese Giacomo Gianniotti nel ruolo del dottor Andrew DeLuca, già apparso come guest star negli ultimi due episodi dell'undicesima stagione. 
L'attrice Sara Ramírez, interprete della dottoressa Calliope Torres, abbandona la serie al termine di questa stagione.
In Italia la stagione è stata trasmessa in prima visione da Fox Life, canale a pagamento della piattaforma satellitare Sky, dal 9 novembre 2015 al 27 giugno 2016.
| nº | Titolo originale                       | Titolo italiano                         | Prima TV USA      | Prima TV Italia  |
| -- | -------------------------------------- | --------------------------------------- | ----------------- | ---------------- |
| 1  | Sledgehammer                           | Mazzate                                 | 24 settembre 2015 | 9 novembre 2015  |
| 2  | Walking Tall                           | A testa alta                            | 1º ottobre 2015   | 16 novembre 2015 |
| 3  | I Choose You                           | Io ho scelto te                         | 8 ottobre 2015    | 23 novembre 2015 |
| 4  | Old Time Rock and Roll                 | Rock and roll all'antica                | 15 ottobre 2015   | 30 novembre 2015 |
| 5  | Guess Who's Coming to Dinner           | Indovina chi viene a cena?              | 22 ottobre 2015   | 7 dicembre 2015  |
| 6  | The Me Nobody Knows                    | L'Io che nessuno conosce                | 5 novembre 2015   | 14 dicembre 2015 |
| 7  | Something Against You                  | Qualcosa contro di te                   | 12 novembre 2015  | 21 dicembre 2015 |
| 8  | Things We Lost in the Fire             | Cose perdute nell'incendio              | 19 novembre 2015  | 28 dicembre 2015 |
| 9  | The Sound of Silence                   | Il suono del silenzio                   | 11 febbraio 2016  | 14 marzo 2016    |
| 10 | All I Want Is You                      | Tutto quello che voglio sei tu          | 18 febbraio 2016  | 21 marzo 2016    |
| 11 | Unbreak My Heart                       | Non spezzarmi il cuore                  | 25 febbraio 2016  | 28 marzo 2016    |
| 12 | My Next Life                           | La mia prossima vita                    | 3 marzo 2016      | 4 aprile 2016    |
| 13 | All Eyez On Me                         | Tutti gli occhi su di me                | 10 marzo 2016     | 11 aprile 2016   |
| 14 | Odd Man Out                            | Fuori posto                             | 17 marzo 2016     | 18 aprile 2016   |
| 15 | I'm Not Waiting Anymore                | Non aspetto più                         | 24 marzo 2016     | 25 aprile 2016   |
| 16 | When It Hurts So Bad                   | Quando fa tanto male                    | 31 marzo 2016     | 2 maggio 2016    |
| 17 | I Wear The Face                        | Indosso il volto del cambiamento        | 7 aprile 2016     | 9 maggio 2016    |
| 18 | There's a Fine, Fine Line              | Più forte dell'odio                     | 14 aprile 2016    | 16 maggio 2016   |
| 19 | It's Alright, Ma (I'm Only Bleeding)   | Tutto bene, mamma, è solo sangue        | 14 aprile 2016    | 23 maggio 2016   |
| 20 | Trigger Happy                          | Grilletto facile                        | 21 aprile 2016    | 30 maggio 2016   |
| 21 | You're Gonna Need Someone on Your Side | Avrai bisogno di qualcuno al tuo fianco | 28 aprile 2016    | 6 giugno 2016    |
| 22 | Mama Tried                             | Mamma ci ha provato                     | 5 maggio 2016     | 13 giugno 2016   |
| 23 | At Last                                | Finalmente                              | 12 maggio 2016    | 20 giugno 2016   |
| 24 | Family Affair                          | Affari di famiglia                      | 19 maggio 2016    | 27 giugno 2016   |

## Mazzate
- Titolo originale: Sledgehammer
- Diretto da: Kevin McKidd
- Scritto da: Stacy McKee

### Trama
Meredith ha venduto la casa nel bosco dove viveva con Derek ed è tornata a vivere nella casa di sua madre con i suoi bambini, Maggie e Amelia. La convivenza talvolta risulta difficile, soprattutto tra Amelia e Meredith, mentre Maggie assume il ruolo di paciere tra le due. In ospedale arrivano due ragazze quindicenni, Jess ed Aliyah, che sono state investite da un treno e che hanno riportato delle gravi lesioni. Le due ragazze in realtà sono una coppia, ma la loro relazione è fortemente ostacolata dalla madre omofoba di Jess, che pretende di mandare la figlia in un campo religioso conservatore dove viene effettuata la terapia di conversione. Non vedendo speranza di stare insieme, le ragazze si erano lasciate investire dal treno, per potersi amare almeno nella morte. La madre di Jess si scontra prima con Callie, che prende questa vicenda molto a cuore per la sua storia personale, e poi con Maggie, che le dà un pugno in faccia. Fortunatamente entrambe le ragazze si salvano e il padre di Jess prende finalmente in mano la situazione, proteggendo la figlia dalle omofobe pretese della madre. Il clima generale in ospedale è di grande attesa: è arrivato infatti il giorno della nomina del nuovo Capo di Chirurgia. Oltre alla Bailey, candidata di Webber, l'altra pretendente al posto di primario è la dottoressa Tracy McConnell, proposta da Catherine, con un curriculum brillante. Miranda, davanti all'eccellenza della donna, che con il suo intervento contribuisce a salvare Aliyah che si era aggravata durante l'operazione, si scoraggia e pensa di non essere alla sua altezza: ci penserà suo marito Ben a tirarle su il morale e a farle così tenere un discorso che le farà ottenere il posto. Una forte crisi invece si abbatte sul matrimonio di April e Jackson, che non è più sicuro di voler combattere per il loro rapporto e si rifiuta pertanto di parlare con la moglie.

## A testa alta
- Titolo originale: Walking Tall
- Diretto da: Debbie Allen
- Scritto da: Meg Marinis

### Trama
È il primo giorno della Bailey come primario di Chirurgia. Si presenta in ospedale una paziente, Jade, insolitamente alta che soffre di episodi di svenimento e appannamento della vista: grazie ad un'intuizione della Bailey le verrà diagnosticato un tumore pituitario, causa del suo eccessivo sviluppo. La caduta ha causato alla donna una frattura della colonna ma nonostante questo e l'imminente bisogno di rimuovere il tumore, la donna rifiuta le cure e la degenza, poiché deve subito tornare al suo lavoro. Dà quindi a Miranda un ultimatum: se non troveranno il modo di curarla entro 4 ore e di rendere la sua convalescenza più breve possibile, lascerà l'ospedale. Miranda, che non vuole assolutamente inaugurare così il suo nuovo incarico, fa una forte pressione sui suoi chirurghi, spingendoli a trovare un modo per operare l'inoperabile. Delega inoltre tutti i suoi interventi a Meredith, che, oberata di lavoro, si infastidisce per il comportamento del nuovo capo, come, d'altra parte, tutto il resto del suo staff. Jade, scaduto il tempo, si alza e lascia la sua stanza, ma arrivata all'ingresso dell'ospedale ha un malore e cade nuovamente schiacciando Jo e aggravando la frattura della colonna. Ciò costringe i chirurghi ad operarla d'urgenza senza un piano operatorio concordato. Sta quasi per dissanguarsi sotto i ferri, quando Jackson prende in mano la situazione e blocca l'emorragia, permettendo ad Amelia di rimuovere il tumore e a Callie di stabilizzare la frattura. Nonostante ciò, le condizioni della paziente sono critiche e non si sa se questa abbia subito danni cerebrali. Messa duramente davanti alle conseguenze delle sue azioni, Miranda si assume le sue responsabilità, scusandosi con i suoi chirurghi e promettendo che l'indomani sarebbe stata migliore come capo. Comunica anche a Meredith di volerla nominare Primario di Chirurgia Generale al suo posto e che nutre grandi speranze per il suo futuro. Nel frattempo, April, tornata dal suo viaggio in Medio Oriente, presenta un rush cutaneo sulla schiena e si teme che abbia contratto una grave malattia e per questo viene messa in isolamento e passa la giornata ad ascoltare le lamentele altrui, senza però riuscire a parlare con Jackson della loro situazione. Soltanto chiamandolo per un'emergenza lo costringerà a parlarle, ma lui dirà che non sa se vale la pena di provare a ricostruire il loro rapporto. Callie invece non fa altro che raccontare in giro della sua nuova fiamma, che per il momento però non presenta a nessuno, suscitando un misto di gelosia e curiosità in Arizona.

## Io ho scelto te
- Titolo originale: I Choose You
- Diretto da: Rob Corn
- Scritto da: William Harper

### Trama
La notizia della nomina a Primario di Chirurgia Generale di Meredith diventa finalmente ufficiale con l'arrivo del contratto, ma alla lettura di questo Maggie sembra contrariata per qualcosa, che tuttavia non svela. In ospedale arriva una donna incinta di due gemelli, Emma e Daniel, che appena nati si presentano itterici. Entrambi i bambini hanno infatti un tumore al fegato, esattamente uguale, che invade anche il rene destro e causa insufficienza cardiaca, quindi entrambi rischiano di morire se non saranno sottoposti ad un trapianto di fegato, per cui entrambi i genitori si offrono come donatori. Meredith vuole scoprire cosa c'è che non va nel suo contratto e chiede consiglio a Callie, che le dice che le hanno fatto un'offerta molto bassa rispetto agli altri primari. Intanto, Jackson vorrebbe che April lasciasse casa loro e prendesse una stanza in albergo, ma lei ha deciso che vale la pena lottare per il loro matrimonio e non vuole andarsene. Dagli esami risulta che solo il padre dei bambini può donare loro il fegato, ma c'è bisogno di due donazioni, quindi Alex dovrà decidere, in base alle possibilità di ripresa e alla gravità del tumore, a quale dei due bambini destinare il fegato del padre. Purtroppo dalle analisi e dalla valutazione del tumore, è un pari merito. Dopo aver trovato un documento della fecondazione assistita degli ovuli di Izzie, Jo ha una discussione con Alex: gli chiede perché era pronto ad avere dei figli con la sua ex moglie, mentre con lei voglia solo prendere un cane. Alex, sempre più coinvolto nella storia dei gemelli, decide di aprirli entrambi per valutare la situazione da vicino: alla fine, il fegato andrà ad Emma, ma lui non vuole arrendersi e tenta una resezione sull'altro bambino, che però è troppo debole. Alex mostra grande umanità e, capendo che non c'era altro da fare, lo scollega dagli strumenti e lo stringe a sé fino al suo ultimo battito. Meredith affronta la Bailey, chiede uno stipendio più alto e lo ottiene, insieme ai complimenti per essersi fatta valere. Jackson va via di casa e per una notte alloggia da Ben e Bailey, lasciando April sola in quella che era la loro casa. Maggie, delusa dalla sua storia finita col radiologo, si lascia andare con lo specializzando Andrew dopo aver bevuto un po'. Alex torna a casa scusandosi con Jo per la precedente discussione e dicendole che se quello che vuole è avere un bambino, lo avranno. Fanno pace ma lei dice che non è ancora il loro momento per avere un figlio.

## Rock and roll all'antica
- Titolo originale: Old Time Rock and Roll
- Diretto da: Nicole Rubio
- Scritto da: Austin Guzman

### Trama
Maggie si sveglia dopo la notte infuocata passata con lo specializzando Andrew DeLuca. La Pierce non sa come affrontare l'imbarazzo di aver infranto le regole ospedaliere e si confida con Meredith. Nel frattempo il Grey Sloan Memorial Hospital viene invaso da un gruppo di anziani che hanno subito un incidente stradale e Arizona stringe amicizia con un simpatico novantenne che le racconta di come a 85 anni abbia trovato l'amore della sua vita. Stephanie, invece, ha difficoltà nel seguire le indicazioni di Amelia in merito al protocollo della sperimentazione clinica da lei condotta. La procedura, infatti, le ricorda esperienze difficili vissute durante la partecipazione ad una ricerca sull'anemia falciforme. Così lascia il suo incarico a Jo, all'insaputa di Amelia, ma quando il neurochirurgo lo scopre, Stephanie spiega alla Shepherd che sono questi ricordi la causa della sua ritrosia verso la procedura che va adottata. Jo, sapendo che Stephanie è brava a mentire per ottenere ciò che vuole (da come ha visto negli ultimi avvenimenti), pensa che la collega abbia inventato tutto e subito dopo lo dice ad Amelia, ma quando porta la Edwards da Webber per punirla, Richard, conoscendo la sua storia, conferma che Stephanie ha detto la verità ed Amy si scusa per non aver creduto alla sua assistente, con la quale lavora fianco a fianco da molto tempo.
Owen Hunt, nel frattempo, cerca di insegnare alle matricole come comunicare ai famigliari la morte dei loro cari e la cosa fa infuriare Meredith, che non approva il metodo utilizzato per impartire questo insegnamento fondamentale. Maggie cerca di ignorare Andrew al lavoro, per evitare che i colleghi possano pensare che tra i due ci sia qualcosa. Ma quando lo chiama in disparte per dirgli che ciò che c'è stato tra loro non si ripeterà, i due non riescono a nascondere l'attrazione e vengono travolti dalla passione. Le tre "sorelle" Meredith, Maggie e Amelia, infine, danno una piccola festa a casa loro, alla quale Callie, su autorizzazione involontaria di Arizona, decide di portare la sua nuova fiamma. Il suo nome è Penny Blake, ed è la dottoressa che ha comunicato a Meredith la morte di suo marito.

## Indovina chi viene a cena?
- Titolo originale: Guess Who's Coming to Dinner
- Diretto da: Debbie Allen
- Scritto da: Mark Driscoll

### Trama
Callie arriva alla porta della casa di Meredith, accompagnata dalla sua nuova ragazza, Penny Blake. Meredith rimane sconvolta appena riconosce Penny, il medico che, la notte della morte di Derek, era di turno all'ospedale e prese in carico Derek stesso. Quella notte lo staff medico (tra cui Penny) fece un errore fatale: non effettuò la TAC a Derek, quindi non si accorse in tempo dell'emorragia cerebrale in atto, determinandone la morte. Anche Penny riconosce Meredith ed entrambe diventano nervose. Alex si accorge del cambio d'umore dell'amica, ma lei nega l'evidenza. Intanto arriva Maggie in ritardo, che ha fatto spesa per la cena, ma il cibo deve essere cucinato. Maggie però non può occuparsene, perché avverte urgenza di fare pipì: sale in bagno, dove trova Meredith, che stava cercando un attimo di rifugio. In bagno arriva anche Amelia, che chiede aiuto per la cucina, ma Maggie dichiara di dovere andare subito in ospedale poiché ha paura che il bruciore e l'urgenza minzionale possano essere sintomi di un'infezione urinaria o peggio, di un'infezione venerea (come sifilide e gonorrea) contratta avendo rapporti sessuali la notte prima con lo specializzando Andrew. Così Maggie corre in ospedale, e inizialmente il medico che le viene mandato per eseguire gli esami è proprio Andrew, che lei respinge, chiedendone un altro. Mentre Maggie aspetta i risultati degli esami, Andrew rientra, e i due parlano: Maggie rivela i suoi dubbi sul passato sessuale di lui, in relazione alla propria infezione, e Andrew le dice che lui potrebbe rivelarle la sua storia o lei si potrebbe semplicemente fidare della sua parola.
Intanto April si occupa della cena della festa, mentre Meredith continua ad essere strana e silenziosa. Nel frattempo Penny insiste con Callie affinché se ne vadano, ma Callie pensa che il disagio di Penny sia dovuto ad Arizona, così la presenta, e le due fanno amicizia. Callie viene chiamata in ospedale per un consulto veloce, e promette che tornerà per la cena.
Quando la cena è pronta, Alex, Jo, Stephanie, Miranda, Amelia, April, Jackson, Arizona e Cross si riuniscono a tavola, oltre a Meredith e Penny. Tutti chiedono a Penny di parlare di sé, e questa rivela di essere un medico specializzando in chirurgia, che fino ad allora aveva lavorato in un piccolo ospedale di provincia; a questo punto Miranda si ricorda improvvisamente dove aveva sentito il nome Penny Blake, e annuncia a tutti che lei entrerà a far parte del programma degli specializzandi in chirurgia al Grey Sloan Memorial. A questo punto Meredith non riesce più a trattenersi, e davanti alle lodi di tutti verso Penny rivela che la "perfetta Penny" ha ucciso suo marito. Tutti restano muti davanti alla notizia e Amelia chiede spiegazioni, mentre Meredith va in camera sua.
Penny cerca di spiegare, davanti allo sguardo stupito dei presenti e allo sguardo furioso di Amelia, quando arrivano Callie e Owen. Callie, venuta a sapere la verità, si arrabbia con Penny perché non le aveva detto prima questo particolare, ma Penny le dice che non pensava si conoscessero.
Alex prova a consolare Meredith, cerca di essere "la sua persona", e ad un certo punto irrompe nella stanza Amelia, furiosa con Meredith perché non le ha detto subito dell'identità di Penny, considerato che si è comportata tutta la sera in modo davvero amichevole con lei. Meredith fa una sfuriata ad Amelia, dicendole che non deve scusarsi con lei di nulla e che non le ha fatto nessun torto, cacciandola in malo modo dalla stanza. Intanto, mentre Alex è di sopra, Jo e Stephanie fanno pace, riguardo alla storia della falsa bugia, ma litigano di nuovo quasi subito: infatti Jo pensa che Stephanie sia una specializzanda eccellente perché da piccola è stata malata. Ma la collega le risponde a tono, dicendole di smetterla di trovare giustificazioni per non ammettere che è più brava di lei.
Alla fine tutti gli ospiti se ne vanno e Meredith è apparentemente sola in casa, quando Penny spunta da una stanza, dicendo che se Meredith vuole si farà spostare in un altro ospedale. Meredith risponde solo "ci vediamo lunedì".

## L'Io che nessuno conosce
- Titolo originale: The Me Nobody Knows
- Diretto da: Jeannot Szwarc
- Scritto da: Karin Gist

### Trama
Meredith e Amelia non si parlano e Maggie cerca di fare da paciere tra le due. Appena Penny mette piede in ospedale ha l'impressione di essere trattata da tutti con freddezza. Bailey comunica a Meredith che da tradizione gli specializzandi vengono assegnati ai primari di chirurgia generale, ma se non vuole stare con Penny le cercherà un sostituto. Meredith non batte ciglio e, dimostrando di poter essere superiore, comincia ad insegnare a Penny come essere un buon medico, ma incontra prima l'ostilità di Amelia e poi quella di Callie, la quale crede che Meredith stia in realtà riversando involontariamente sulla nuova arrivata tutta la sua frustrazione. Penny, messa in soggezione da Meredith, non riesce a dare il meglio di sé e chiede aiuto a Richard. Quest'ultimo dice a Meredith di lasciar perdere i problemi personali, come lui ha fatto con lei quando era una specializzanda, e di continuare a lavorare con Penny. Inoltre le confessa di aver assunto lui stesso Penny perché migliore studentessa del suo corso, nonostante sapesse che lei era coinvolta per la morte di Derek. Nel frattempo, April fa portare al Grey Sloan Hospital un bambino, incontrato in Giordania, con la sindrome di Ollier per farlo operare da Jackson, nascondendogli le lastre più recenti delle mani. Quando vede il paziente scopre che la situazione è ben più grave e si arrabbia con April, ma accetta comunque di eseguire l'intervento, riuscendo infine a guarire il bambino, che è stato portato lì da un altro medico, Nathan Riggs, una vecchia conoscenza di Owen ma con cui non sembra andare d'accordo.

## Qualcosa contro di te
- Titolo originale: Something Against You
- Diretto da: Geary McLeod
- Scritto da: Andy Reaser

### Trama
Il dottor Nathan Riggs entra a far parte dello staff chirurgico del Grey Sloan Memorial Hospital, in qualità di chirurgo toracico, assunto dalla Bailey all'insaputa della Pierce. Quest'ultima infatti rimane sorpresa e risentita verso Miranda, quando apprende la notizia dallo stesso Riggs, mentre lui sta eseguendo una cardioversione su una paziente. Più avanti, Miranda presenta Riggs a parte dei chirurghi, tra i quali anche Owen che però, alla vista di Nathan, reagisce con rabbia, dicendo che lui e Riggs si conoscono già da molto tempo e rimproverando a Miranda l'assunzione di Riggs come una scelta avventata, poiché secondo lui è una pessima persona (tutto questo davanti agli occhi increduli degli altri chirurghi e dello stesso Riggs). Amelia e Meredith cercano di parlare con Owen per sapere le ragioni del suo comportamento, ma lui non rivela niente, e dice a Meredith che odia Riggs.
Si presenta in ospedale il signor Jeffy, un anziano con uno strano cappello da pesca in testa. Questi è stato convocato poiché è arrivato il rene tanto atteso per il trapianto: subito Meredith, Jo (che seguiva il paziente fin dal suo primo anno di specializzazione) e Penny arrivano in ospedale per iniziare la procedura. Il signor Jeffy rifiuta di togliersi lo strano cappello in testa, nonostante le insistenti richieste di Penny, e alla fine lo toglie solo quando richiesto da Meredith: tutti rimangono stupiti vedendo una grande tumefazione proprio sopra la testa del paziente. Vengono fatte delle indagini diagnostiche, in seguito alle quali la tumefazione si rivela essere un osteosarcoma: la situazione si fa complicata per il trapianto di rene e sembra non esserci una soluzione. Tutti si mettono al lavoro per trovare un modo sicuro per effettuare il trapianto e rimuovere il tumore allo stesso tempo. Sarà Jo ad avere il lampo di genio: trapiantare al signor Jeffy, oltre che il rene, anche l'innesto osseo che gli verrà tolto, prelevandolo ovviamente dallo stesso donatore del rene, che è compatibile. L'intervento si svolge con successo, ma alla fine è proprio Jo che resta delusa. Infatti, Meredith era stata rimproverata ancora una volta da Callie, perché secondo quest'ultima affidava compiti troppo elementari a Penny; allora Meredith, a metà dell'intervento chirurgico, ha deciso di far eseguire il trapianto a Penny, che ha così sostituito Jo. Dopo l'intervento, si vede il signor Jeffy risvegliato dall'anestesia, circondato dai suoi numerosi nipoti, nella stanza dell'ospedale con Meredith e Penny che rimuovono la medicazione in corrispondenza dell'innesto osseo craniale. Nel camerino Jo dimostra a Penny la sua delusione. In seguito Stephanie propone a Penny di andare a bere qualcosa, e lei accetta.
Arizona cerca qualcuno che l'accompagni in un locale lesbo, poiché ha voglia di rimettersi in gioco, ma non vuole andare da sola. Alla fine sarà Webber ad accompagnarla e a darle una mano per conoscere qualcuno.
Miranda intima a Ben di far capire a Jackson di tornarsene di casa, perché rivuole la loro intimità. 
Jackson invita April a cena fuori. Lei è entusiasta perché pensa di voler sistemare le cose tra loro, ma in realtà lui vuole parlarle del divorzio. La cena si svolge tranquillamente, ed è solo alla fine che Jackson prova ad introdurre l'argomento, ma viene interrotto perché April viene chiamata in ospedale, ed è costretta a scappare. Così i due fissano un appuntamento la sera dopo per parlare, ma lei cerca in tutti i modi di sviare il discorso e alla fine fanno l'amore.
La presenza di Nathan porta Owen ad avere di nuovo le crisi di cui soffriva in precedenza. Cross lo sorprende durante una delle crisi e pensa che sia sonnambulo.
In ospedale arriva un bambino con deficit cognitivi, che ha ingoiato una pallina luminosa. Viene visitato da Alex, che localizza la pallina nell'intestino del bambino tramite la luce, e decide che dovrà rimanere la notte in ospedale per aspettare che la pallina venga espulsa in modo naturale. Affida il monitoraggio a uno specializzando, Spencer, mettendolo anche in guardia dalla madre: sembra una donna che ci prova con i medici. Questa intuizione si rivela fondata, infatti la madre bacerà lo specializzando, e di conseguenza questo smetterà di controllare frequentemente il bambino, che va incontro a complicanze poiché la pallina si rompe. Owen rimprovera Spencer e operano subito il bambino. L'operazione termina con successo, e Owen sfrutta la situazione per spiegare a Spencer come identificare e interagire con i pazienti come la madre del bambino, donna impegnata con un bambino difficile da gestire e priva di supporto, arrivando quindi a vedere ogni piccolo interesse esterno come una dimostrazione di affetto.
Amelia pensa che Stephanie sia ancora arrabbiata con lei nel momento in cui si è fidata del parere di Jo, per la questione della presunta bugia sulla partecipazione di Stephanie al trial sull'anemia falciforme quando era una bambina. Amelia cerca di parlarne con Stephanie, ma quest'ultima, capito il punto della questione, la rassicura dicendo che è tutto ok e di non preoccuparsi. Non ancora del tutto tranquillizzata, Amelia ne parla anche con Maggie.
A fine giornata Nathan invita Meredith al bar, ma lei rifiuta e mette in chiaro di essere amica di Owen.

## Cose perdute nell'incendio
- Titolo originale: Things We Lost in the Fire
- Diretto da: Rob Corn
- Scritto da: Tia Napolitano

### Trama
Una serie di incendi manda al Grey Sloan Hospital una gran quantità di pazienti, e la Bailey si prepara così alla sua prima vera emergenza come capo, accettando i consigli di Webber. Arrivano circa 40 pazienti, soprattutto vigili del fuoco, incluso anche il giovane compagno della madre di Owen. Jackson coordina il centro ustioni, che risulterà pieno, tanto che alla fine Miranda fa trasformare la mensa in un reparto ustionati per avere più spazio.
Pierce si occupa di un paziente gravemente ustionato che ha una lesione polmonare. I medici insistono per intubarlo, ma lui vuole aspettare l'arrivo della moglie perché sa di stare per morire e vuole vederla un'ultima volta. Arizona invece si occupa di una delle vigili del fuoco e, trovandosi in sintonia, pensa di provarci con lei e chiede aiuto a Webber perché pensa di essere impacciata. Ma poco prima di chiederle finalmente un appuntamento, scopre che la ragazza è fidanzata.  
Alex incrocia Meredith nel corridoio e parlano di scambiarsi una cosa, ma sopraggiunge Jo e la Grey la caccia via in modo brusco. Di seguito Jo e Alex litigano ancora una volta perché lei vorrebbe più rispetto da Meredith, che non la considera molto, ma lui le ripete che è solo una sua impressione.
Mentre all'ospedale tutti pensano a quale sia il motivo per cui Hunt e Riggs si odino, Cross rivela davanti ad Amelia l'episodio di sonnambulismo di Owen e lei comincia a preoccuparsi per lui. Amelia vuole sapere da Owen perché odia Nathan, ma lui infastidito la manda via dicendo che non vuole parlarne.
Meredith e Riggs operano il compagno della madre di Owen, e quando Hunt lo scopre, va in sala operatoria chiedendo a Pierce di sostituire Riggs, provocando ulteriore tensione. Successivamente Riggs vede nel corridoio la madre di Owen, che, visibilmente commossa, lo abbraccia, sotto lo sguardo incredulo di Meredith e Amelia. 
Meredith dice alla madre di Owen di essere preoccupata per il figlio; la donna così le chiede di chiudere la porta e si confida con la Grey. Amelia attende Meredith e vuole sapere cosa le ha detto, ma Meredith risponde che la madre le ha chiesto di tenere il segreto. Inoltre Meredith le dice che aveva promesso a Cristina di proteggerlo, motivo per cui non rivelerà il suo problema. Amelia si arrabbia perché la considerava come una sorella, ma Meredith le dice che considera Cristina una sorella, non lei. Amelia, offesa, le rinfaccia che suo fratello avrebbe la nausea a vedere come si comporta sua moglie e, al termine del litigio, Meredith caccia di casa la cognata. 
Jo riesce a fare pace con Stephanie e torna a casa intenzionata a lasciare Alex. Invece lui ha preparato la casa, lo champagne e ha atteso proprio quella sera in cui lei era libera per chiederle di sposarlo; fino ad allora non l'aveva ignorata come lei credeva ma stava solo organizzando tutto di nascosto e aspettando l'unica serata disponibile in cui sarebbero potuti stare insieme. Jo però non risponde alla proposta di matrimonio. 
Owen incrocia Nathan in corridoio e a seguito di una discussione, nella quale si evince che sono imparentati, lo prende a pugni e gli intima di stare lontano dalla sua famiglia. 
Alla fine, Meredith chiede a Owen spiegazioni riguardo al fatto di non aver mai saputo da lui che avesse una sorella.

## Il suono del silenzio
- Titolo originale: The Sound of Silence
- Diretto da: Denzel Washington
- Scritto da: Stacy McKee

### Trama
Alex, Pierce e Meredith sono fermi in macchina a causa di un incidente. Vedono le ambulanze e vanno al lavoro a piedi. Maggie e Meredith scendono dall'auto per dare una mano. Una volta arrivati al Grey Sloan Memorial Hospital, la Grey si occupa di Lou, un paziente vittima dell'incidente per il quale richiede un consulto neurologico dopo una crisi di clonie. La Shepherd, vista la precedente litigata con la Grey, decide di rimandare il consulto, così la Grey rimane sola con Lou, che una volta risvegliatosi ha una crisi di iperaggressività a seguito di un episodio ictale. Meredith viene soccorsa solo dopo parecchio tempo riportando diverse fratture alla gamba e al braccio sinistro; inoltre, non potendola intubare a causa della bocca troppo gonfia, Jackson esegue una manovra andando a dislocare la mandibola della Grey, che ha anche un barotrauma per cui non sente niente. Quando Amelia vede le condizioni di Meredith si blocca, sentendosi in colpa per non essere andata a eseguire il consulto prima da lei. Meredith resta quindi ricoverata per sei settimane nelle quali può sentire e ma non parlare a causa dell'intervento per il riposizionamento della mandibola. Durante queste sei settimane nota alcune cose: di quanto la Wilson ami Alex; della richiesta di divorzio tra Avery e Kepner; di quanto Amelia si sente in colpa nei suoi confronti (dopo l'incidente Amelia si era recata in ospedale ubriaca, e per questo viene sospesa per alcuni giorni dal suo servizio). Alla fine Meredith riesce a perdonare Lou (arriva in ospedale con tutta la sua famiglia) e torna a casa per giocare con i suoi figli.

## Tutto quello che voglio sei tu
- Titolo originale: All I Want Is You
- Diretto da: Kevin Sullivan
- Scritto da: Elisabeth R. Finch

### Trama
Meredith, durante la terapia che deve fare a causa dell'aggressione, si rende conto grazie all'aiuto del suo terapista che è in un punto della sua vita dove può fare quello che vuole. 
Anche se Owen e Nathan si incontrano per lavorare su un paziente ferito dall'esplosione di una bombola di ossigeno all'interno di un'ambulanza, dimostrando in sala operatoria di possedere una coordinazione incredibile, tornano rapidamente a urlarsi contro e litigare. 
Alex si trova alle prese con Maya, un'adolescente prodigio della medicina, che a seguito di un tumore ha bisogno di una sostituzione dello sterno. Lui propone delle placche in titanio, ma la ragazza le ritiene poco sicure e chiede un consulto a Callie e Maggie. Quando le dottoresse le propongono uno sterno in 3D, Maya è entusiasta, ma Alex ritiene la procedura pericolosa in quanto è ancora in fase sperimentale. Infatti cerca di convincere la madre di Maya a far ragionare la figlia, ma la donna vuole rispettare la decisione di Maya. L'operazione riesce anche se con qualche difficoltà.
Owen confessa ad Amelia che lui aveva una sorella, Megan, anche lei eccellente medico che seguiva il fratello ovunque e aveva una relazione con Nathan. Durante una spedizione Owen affida Megan a Nathan, ma quando lei muore, Owen gli dà la colpa e non riesce a perdonarlo. 
Mentre Andrew e Richard si scambiano delle confidenze, lo specializzando gli accenna della sua storia d'amore segreta, poco dopo Richard scopre che si tratta di Maggie.

## Non spezzarmi il cuore
- Titolo originale: Unbreak My Heart
- Diretto da: Rob Corn
- Scritto da: Elisabeth J.B. Klaviter

### Trama
Viene ripercorsa tutta la storia di Jackson e April, dagli inizi quando si sono conosciuti, ad oggi dove firmeranno le carte per il divorzio. Dopo il matrimonio, April va a trovare i suoi parenti con Jackson e gli chiede di partecipare alle funzioni religiose, ma da qui cominciano i primi litigi in quanto Jackson, non credente, vuole essere accettato per quello che è. Con la perdita del figlio, April trascorre le giornate a meditare in quella che sarebbe stata la cameretta del piccolo, già arredata. Jackson prova a tirarle su il morale proponendole di andare in chiesa o avere un altro bambino, ma lei si arrabbia. Per dare una svolta alla sua vita parte per la Giordania e quando ritorna per la prima volta, dopo poco tempo comunica a Jackson che vuole ripartire e gli consiglia di seguirlo, ma lui non vuole abbandonare i suoi pazienti. Infatti da 4 anni si sta occupando della ricostruzione facciale di una paziente sfregiata con l'acido, Tatiana, che col tempo è diventata una spalla di conforto per Jackson ed è a conoscenza sia della situazione difficile con April sia del figlio morto. Jackson e April provano a risistemare il loro rapporto con l'aiuto di una terapeuta, ma neanche questo sembra funzionare. Nonostante tutte le lotte e gli episodi di sessualità tra i due, non riescono a superare le loro differenze. Jackson prepara le carte per il divorzio e accusa la moglie di averlo abbandonato nel momento del bisogno dopo la morte del figlio, ma April insiste dicendo che la missione in Giordania l'ha aiutata a superare il dolore. Quando Jackson fa firmare ad April i documenti per il divorzio, lei ricorda il suo passato con lui, a partire dal suo ritorno dalla Giordania fino al giorno in cui si sono conosciuti al Mercy West Hospital. Dopo la firma delle carte del divorzio, Arizona offre dell'alcol ad April, ma questa rifiuta rivelando di essere di nuovo incinta.
- La voce narrante in questo episodio è quella di April Kepner.

## La mia prossima vita
- Titolo originale: My Next Life
- Diretto da: Chandra Wilson
- Scritto da: William Harper

### Trama
A Meredith torna in mente il suo primo giorno di specializzazione, perché ritorna in ospedale la sua prima paziente, Katie Bryce, con un altro sospetto aneurisma cerebrale. Nonostante le richieste da parte di Meredith di continuare ad occuparsi del caso di Katie, Amelia non accetterà. Richard assegna molto lavoro ad Andrew non facendolo fermare un attimo, perché sa della sua relazione segreta con Maggie. Meredith è impegnata a lavorare con una paziente malata di cancro, quindi non potrà esserci per l'intervento chirurgico di Katie, ma va a trovarla appena può per assicurarsi che stia bene. Arizona insiste affinché April dica a Jackson che è incinta, ma lei non vuole dirglielo per non farla sembrare una scusa per tornare insieme. Questo bambino rappresenta per lei un nuovo inizio ed è felice così. Alex conserva l'anello di fidanzamento nel cassetto e aspetta ancora una risposta da Jo che è indecisa. Le cose tra Owen e Amelia vanno alla grande. Maggie pensa che Richard abbia scoperto la relazione tra lei e Andrew al quale confessa che è suo padre biologico, così decide di accennargli la notizia. Intanto Arizona si dà alla pazza gioia con rapporti sessuali occasionali, frequentando locali lesbo, ma Richard pensa che lei meriti di più. Alex dall'umore di April capisce che è incinta e le consiglia di dirlo a Jackson.

## Tutti gli occhi su di me
- Titolo originale: All Eyez on Me
- Diretto da: Charlotte Brandstrom
- Scritto da: Austin Guzman
- Scritto da: Meg Marinis

### Trama
Il "dream team" di chirurghi Bailey, Callie, Meredith, Jackson e Jo vengono inviati in un ospedale militare per eseguire un intervento chirurgico su un paziente malato di cancro. Tuttavia, un medico esitante e testardo dell'ospedale militare, amico del paziente stesso, causa problemi perché non mostra fiducia nel piano del dream team. I medici intanto al Grey Sloan Memorial Hospital devono lavorare con un gruppo di cheerleader di un liceo perché una loro esibizione è andata terribilmente male e si sono ferite in molte. Si scopre che una di loro ha una cardiopatia e viene ricoverata d'urgenza. Ben riceve una sospensione di tre giorni dalla Bailey, quando senza autorizzazioni apre un paziente in reparto psichiatrico utilizzando una clip da un blocco per appunti per tagliarlo e le sue mani nude. Intanto Andrew vuole rendere pubblica la sua relazione ma Maggie non è d'accordo, anche se ormai tutto l'ospedale ne è a conoscenza. Alex pensa che Maggie non voglia uscire allo scoperto perché si vergogna di far sapere che frequenta uno specializzando. Intanto tra gli specializzandi circolano maldicenze specialmente su come Jo e Ben si accaparrino gli interventi migliori perché hanno una relazione con degli strutturati, dunque Andrew temendo di essere considerato un raccomandato, vorrebbe evitare che la sua relazione con la Pierce venisse a galla. Ma non fa in tempo a parlarle, che lei rivela tutto a Riggs e Arizona in presenza di Andrew. Il medico dell'ospedale militare, Will, ha un flirt con Meredith, la quale inizialmente è scettica, ma spinta da Jackson e Callie lo accetta e gli lascia il suo numero.

## Fuori posto
- Titolo originale: Odd Man Out
- Diretto da: Kevin McKidd
- Scritto da: Meg Marinis

### Trama
Richard cambia le assegnazioni di strutturati e specializzandi, tenendo così tutti fuori dalla loro comfort zone, in modo che gli specializzandi abbiano una preparazione completa. Amelia deve lavorare insieme a Penny, ma soffre ancora per la morte di Derek; Nathan però le fa capire che Penny è un medico eccellente con un talento in neurochirurgia. Ben si trova ad affrontare la differenza di reddito tra lui e Bailey, parlando con una paziente che è contabile. Meredith lavora con Jo, che sfrutta l'opportunità per confrontarsi con Meredith dicendole che la tratta terribilmente male. Meredith ammette che si sta solo preoccupando per Alex e tratterà Jo un po' meglio. Will, il medico dell'ospedale militare, si presenta fuori dall'ospedale per chiedere un appuntamento a Meredith, visto che lei non ha mai risposto alle sue chiamate. A Stephanie viene assegnato il turno in pediatria dove si svolge la "giornata cuccioli", e rimane molto contrariata. Nel frattempo Jackson sta frequentando un'altra donna, Arizona e Alex cercano di convincere April, che è molto titubante, a dire a Jackson della gravidanza, ma quando April si reca da Jackson per dirglielo, trova Arizona e scopre che è già stata lei a comunicare a Jackson della gravidanza.

## Non aspetto più
- Titolo originale: I Am Not Waiting Anymore
- Diretto da: Nicole Rubio
- Scritto da: Mark Driscoll

### Trama
Arizona rivela a Jackson la gravidanza di April e questa notizia non fa che peggiorare le cose tra i due ex coniugi. Andrew e Webber stanno aspettando Maggie per andare a cena insieme, ma lei darà loro buca a causa di un trapianto urgente di polmoni, fegato e pancreas su una bambina malata di fibrosi cistica che riesce perfettamente. All'intervento partecipano anche Alex e Meredith che viene interrotta da Maggie mentre sta parlando di un possibile appuntamento con il medico dell'ospedale militare William Thorpe. Anche Amelia e Owen decidono di mangiare insieme, accordandosi perché Amelia compri le aragoste e Owen le cucini. April inizia a litigare con Jackson per il loro figlio e con Arizona per ciò che ha fatto. Quest'ultima chiede a Callie, alla Bailey e ad Amelia se quello che ha fatto è sbagliato e le risposte che ottiene la rendono ancora più dispiaciuta. Arriva con l'eliambulanza una paziente caduta durante un'arrampicata che non può essere salvata per morte cerebrale. Questo fa disperare April, già scossa dalla lite con Jackson. I genitori della donna, inoltre, desiderano proseguire le cure e l'assistenza medica sperando in un miglioramento. Owen litiga con Riggs per ciò che accadde a sua sorella, e quando Amelia torna alla roulotte con le aragoste per la cena lo trova ubriaco, perciò se ne va. Jackson va a casa di April per farsi perdonare per il suo comportamento e trovare un accordo con la ex moglie, ma i due finiscono per litigare ancora. Meredith e William, a seguito del trapianto durato 17 ore, finiscono in macchina a mangiare cibo preso al McDrive parlando di medicina.

## Quando fa tanto male
- Titolo originale: When It Hurts So Bad
- Diretto da: Eric Laneuville
- Scritto da: Andy Reaser

### Trama
Will trascorre la notte da Meredith, ma quando si sveglia, lei ha una crisi di nervi e lo butta fuori. Per superare il suo senso di colpa, inizia a pulire casa da cima a fondo con l'aiuto di Amelia e Maggie e il successivo intervento nella situazione da parte di Alex. Nel frattempo, Sofia finisce al pronto soccorso a causa di una piccola lacerazione alla testa e Penny viene assegnata al suo caso: Callie, presa dal panico per il prematuro incontro fra le due, riversa tutte le colpe su Arizona; Bailey però rassicura la Torres circa il momento opportuno per introdurre i bambini all'ingresso di una nuova persona nella loro vita, così Callie invita Penny a prendere un gelato con lei e la figlia. Dopo che Andrew ignora Maggie, quest'ultima lo affronta e i due rompono. Amelia non riesce ancora a perdonare Owen, sapendo che lei avrebbe bisogno del suo sostegno per rimanere sobria. Catherine rassicura April sulla sua gravidanza, e trova prove sufficienti che dimostrano che la donna ha compiuto un atto di frode legale sapendo del bambino prima ancora di firmare le carte del divorzio. A fine giornata, Will si presenta a casa di Meredith e quest'ultima gli chiede scusa, e ammette di non esser ancora pronta ad aprire il suo cuore a qualcun altro, e quindi lui le dice di essere disposto ad aspettare.

## Indosso il volto del cambiamento
- Titolo originale: I Wear the Face
- Diretto da: Chandra Wilson
- Scritto da: Karin Gist

### Trama
Gli specializzandi si trovano in competizione l'uno contro l'altro in una gara per la borsa di studio Preminger. All'insaputa di Stephanie e Jo, Penny ha fatto l'application all'ultimo minuto, nonostante fosse data per sfavorita. Bloccata in un ingorgo, Meredith si ritrova nel bel mezzo di una nuova discussione fra Owen e Nathan, quando il primo scopre che il secondo ha inconsciamente offerto un drink ad Amelia. In un secondo momento Owen confessa a Meredith il vero motivo per il quale è in conflitto con Nathan: la sorella, Megan, scoprì che Nathan lo tradiva e per questo è andata via. Arizona e April cercano di aiutare una ragazza di 14 anni che vuole nascondere la sua gravidanza alla madre, fino a quando lei ha bisogno di un intervento chirurgico salvavita. Richard e Catherine discutono, dato che la donna, memore della sua esperienza col padre di Jackson, vuole convincere il figlio a citare in giudizio April. Quest'ultima li ascolta accidentalmente così, credendo che Jackson sia d'accordo con la madre, si infuria e richiede preventivamente un ordine restrittivo contro di lui, ma proprio mentre questi riceve l'ordine, lei torna a casa, e vi trova una cosa che le fa capire di aver appena commesso un grave errore. Penny si rivela la vincitrice della borsa di studio, Callie è incredula quanto Stephanie, che rimane delusa quando viene a sapere che Amelia non si è schierata dalla sua parte.

## Più forte dell'odio
- Titolo originale: There's A Fine, Fine Line
- Diretto da: Jeannot Szwarc
- Scritto da: Jen Klein

### Trama
Nell'ospedale viene emanato un Codice Rosa, che corrisponde alla scomparsa di un bambino, per cui tutte le vie di accesso o di uscita della struttura vengono bloccate. Ben ed Andrew si vedono costretti ad operare un cesareo d'urgenza, essendo intrappolati nel corridoio, ad una madre che è stata coinvolta in un tamponamento a catena di cinque auto e senza l'ausilio di alcuna apparecchiatura chirurgica adatta. Appena saputa la situazione, la Bailey deve rimettere insieme i pezzi del puzzle per decidere quale provvedimento disciplinare spetta al marito. Quando il bambino e la madre muoiono, Miranda si ritrova in conflitto con sé stessa, a causa dei suoi ruoli come moglie e capo di Ben. Lei cerca assistenza da parte di Richard, il quale però le dice che in qualità di capo di chirurgia è suo dovere prendere la decisione giusta. Dato che Warren continua a sostenere di non aver avuto altra scelta, la Bailey ricorre alle telecamere di sicurezza e scopre che le porte dell'ascensore si erano aperte prima che lui avesse fatto il primo taglio. Quando Miranda dice al marito di aver sbagliato lui reagisce male. April invece deve affrontare le conseguenze di ciò che ha fatto riguardo all'ordinanza restrittiva: sia lei che Jackson sono esortati dai loro avvocati ad iniziare una causa legale, anche se è palese che nessuno dei due è convinto di volerlo fare.

## Tutto bene, mamma, è solo sangue
- Titolo originale: It's Alright, Ma (I'm Only Bleeding)
- Diretto da: Chris Hayden
- Scritto da: Aistin Guzman

### Trama
April e Jackson si consultano con i rispettivi avvocati che intendono portarli allo scontro legale. Nel frattempo Jo si occupa di un paziente, operato circa sei mesi prima, che avverte, a causa di un'ernia non operata, un forte dolore allo stomaco. In seguito ad uno starnuto l’intestino sembra esplodergli dentro la pancia. April e Jackson litigano su chi deve seguire il paziente, poiché a causa dell’ordinanza restrittiva ottenuta da April, Jackson non può trovarsi in presenza di April. Durante una crisi di panico di April, Arizona effettua un’ecografia da cui si evince che il bambino gode di buona salute. Jackson sembra sempre meno convinto di percorrere le vie legali contro April e riesce a dirle ciò che pensa: quello che sta accadendo è profondamente sbagliato e non sta rendendo felici nessuno dei due; qualsiasi cosa fosse successa tra loro, la loro storia non può finire così, così come non può iniziare così la vita del loro bambino. Lei, rassicurata dalle sue parole, gli fa sentire i calci del nascituro nella sua pancia.
Warren si trova davanti alla commissione disciplinare, costituita da Meredith, Maggie e Owen. Durante l’indagine Ben conferma di non aver visto aprirsi la porta dell’ascensore, mentre dalle immagini si vede chiaramente che fissa la telecamera interna dell’ascensore, prima dell’incisione, a seguito della quale sono morti una madre ed il feto. Viene sentito anche Alex, per quanto riguarda il trattamento successivo all’estrazione del bambino. Riggs è chiamato a testimoniare sempre sul trattamento effettuato sul bambino. Il risultato della commissione disciplinare è che Ben non abbia visto la porta dell’ascensore aprirsi perché troppo concentrato sul paziente. Nonostante ciò la Bailey assegna a Ben un provvedimento di sospensione della durata di sei mesi. Gli confida anche che se fosse stato per lei lo avrebbe licenziato e che non le basteranno sei mesi per perdonarlo.
Maggie viene a conoscenza del vero motivo per cui Owen è in conflitto con Nathan, dunque cerca di evitarlo. Lui deduce che Maggie sa la verità e le confessa di essere pentito del suo errore, ma puntualizza che ciò che è accaduto riguarda solo lui e Megan quindi nessuno ha il diritto di giudicarlo.
La Bailey segue Omar, il marito della donna non sopravvissuta all’incisione di Ben; in ospedale c’è una degli altri tre figli, una ragazzina. Mentre la Bailey le parla, il padre, che apparentemente si stava riprendendo bene, ha una crisi prolungata e potrebbe aver ricevuto una lesione grave al cervello, e la Shepherd comunica alla madre che non ci sono molte speranze che si risvegli. La ragazzina suggerisce alla nonna che siano interrotti gli interventi straordinari per tenere in vita il padre. Dopo aver interrotto le cure, il paziente ha però una crisi, ma la Bailey lo rianima, forse per il senso di colpa derivante dalle vicende causate alla famiglia da Ben. E a quanto pare, non sembra aver fatto la scelta sbagliata.
Penny e Callie si consultano su cosa fare in merito alla borsa di studio vinta da Penny e all’ipotesi che lei vada via per quasi un anno. Le due dapprima sembrano litigare, ma in seguito trovano un’intesa, alla quale però Callie sembra non adattarsi facilmente. Anche Penny non sembra sicura di lasciare Callie, che sembra intenzionata a partire con Penny, portando con sé la bambina, Sofia, e lo comunica ad Arizona. Quest'ultima non è d'accordo e decide di indire le vie legali contro Callie, tramite lo stesso avvocato di April.

## Grilletto facile
- Titolo originale: Trigger Happy
- Diretto da: Zetna Fuentes
- Scritto da: Zoanne Clack

### Trama
Callie vuole illustrare ad Arizona alcune brochure delle scuole che potrebbe frequentare Sofia a New York, trattando l’idea del trasferimento in maniera un po’ precipitosa. Infatti Arizona si mostra immediatamente contraria all’ipotesi della partenza della bambina. Arizona si confida con Richard, mentre Callie ne parla alla Bailey. Entrambi consigliano alle due di riconsiderare le decisioni prese. Ma tra le due sembrano inutili tutti i tentativi di gestire serenamente la situazione.
In ospedale, la Edwards deve gestire una relazione iniziata con un chitarrista ex paziente, che si consuma mediante lo scambio di messaggi sul telefono, di natura molto piccante. Trattano insieme una paziente, Sheila, che sta per incontrare per la prima volta un ragazzo, conosciuto in chat, con il quale da tempo però intrattiene una relazione virtuale. Prima dell’intervento l’uomo arriva, ma è totalmente diverso, e molto meno attraente, rispetto alle foto che aveva inviato alla ragazza. La ragazza è delusa e gli grida di andare via. Mentre la Edwards accompagna la ragazza in sala operatoria, in corridoio compare improvvisamente Kyle, il chitarrista. Durante l’intervento Meredith cerca di spronare la imbarazzata e riluttante specializzanda. L’uomo che aveva la relazione virtuale con la paziente è rimasto fuori ad attendere la fine dell’intervento e scopre che anche lei gli ha mentito sulla gravità dell’intervento. I due si affrontano, mentre la Edwards chiama la vigilanza per allontanare l’uomo.
Intanto due mamme aspettano in pronto soccorso l’arrivo in ambulanza di due bambini, di cui uno ferito da un’arma da fuoco. Non sanno però quale dei due sia ferito. La mamma riconosce uno dei due dalla scarpa, mentre l’altro scende, accompagnato, dall’auto della polizia che segue l’ambulanza. Tutti i medici, colpiti dalla tenera età del paziente colpito da arma da fuoco, seguono la vicenda e si rendono disponibili per seguire il caso. L’arrivo della baby sitter svela il mistero sulle dinamiche dell’evento: i due bambini giocavano con la pistola custodita in casa dalla madre di uno dei due. Il bambino è molto grave e deve essere operato. Durante l’intervento Joe rivela ad Alex di avere in casa una pistola e lui ne è molto turbato. Quando le condizioni del bambino sembrano aggravarsi, le due mamme si affrontano duramente sulle responsabilità dell’episodio. L’intervento del bambino riesce a salvargli a vita, ma il suo futuro è irrimediabilmente compromesso. È la Shepherd che parla con il bambino che ha sparato, involontariamente, al suo piccolo amico, ricordandogli che tutto ciò che è successo è stato a causa di un incidente. Owen la ascolta e le confida di sentirsi anch’egli responsabile per la morte della sorella Megan. Lui porta rancore per Riggs in quanto, saputa la notizia del tradimento di lui, consigliò a Megan di prendere quell'elicottero che le costò la vita
Ben intende proporsi come anestesista durante il periodo di sospensione dal programma di specializzazione chirurgica e ne parla con Jackson, ma non con la Bailey. Quando affronta l’argomento con la Bailey, questa lo minaccia di mandarlo via di casa se porterà avanti le sue intenzioni.
A casa Jo mostra la pistola ad Alex e gli racconta il perché la possiede e il perché ora abbia intenzione di liberarsene. 
La Edwards e Kyle escono insieme e visitano insieme lo studio di registrazione dove lavora Kyle. Chiarite le reciproche paure, finalmente tra i due succede qualcosa.

## Avrai bisogno di qualcuno al tuo fianco
- Titolo originale: You're Gonna Need Someone on Your Side
- Diretto da: Debbie Allen
- Scritto da: Lauren Barnett

### Trama
Mentre escono di casa con i bambini, Maggie e Meredith sorprendono Owen e Amelia nudi sul divano. I due hanno passato la notte insieme, ma Amelia ancora manifesta la sua incertezza a Meredith. Ben e Miranda discutono ancora riguardo alla decisione di Ben, che però sembra fermamente deciso a tornare in sala operatoria come anestesista. Arizona e Callie iniziano a studiare le mosse da seguire durante le varie udienze della causa tra loro, in particolare cercando di preparare le eventuali testimonianze dei colleghi. Fra le due è di certo Arizona che gestisce peggio la situazione, arrivando a gridare contro Penny accusandola di fare la spia per conto di Callie. Ancora una volta è Richard a tentare di infonderle coraggio per affrontare la situazione. Alex decide di restare imparziale, mentre Callie è in grado di ottenere Owen e Meredith al suo fianco. Arizona, che contava su April e Jackson, non riuscirà ad ottenere risultati per via del suo ruolo di medico, di cui cercherà però di disfarsi.
Giunge in pronto soccorso Leo Polson, di 76 anni caduto da una rampa di scale, e lo accompagna Vincent, il portiere che racconta di aver assistito alla scena. In ospedale giunge anche la moglie, ma poco dopo Meredith assiste ad una scena molto tenera tra i due uomini. Leo spiega a Meredith che non ha mai tradito la moglie e che non intende distruggere il suo matrimonio a causa dei sentimenti tra i due uomini. Meredith rivela la situazione a Callie, Owen e Jo in sala operatoria. Ma durante l’intervento, le rivelazioni sono ben altre e purtroppo riguardano Leo.
Kyle è in ospedale per un controllo, accompagnato dalla Edwards che invece è in giornata libera. Kyle lamenta l’insorgere di un nuovo tremore, come quello per cui si era sottoposto al primo intervento. La Shepherd comunica alla Edwards che non potrà seguire il caso, poiché sentimentalmente coinvolta con il paziente. La prospettiva individuata dalla Shepherd prevede che Kyle sia sottoposto ad un nuovo intervento. La Edwards prova ad intervenire nella gestione del paziente, ma la Shepherd molto duramente la esclude dal caso, arrivando anche a toglierle il badge. La Edwards comunque accompagna Kyle fino all’ingresso della sala operatoria, dove i due si baciano. Quindi la Edwards va in sala d’attesa, dove aspetta la fine dell’intervento con Vincent, il portiere che invece attende di conoscere l’esito dell’intervento di Leo. Questa situazione viene giudicata inadeguata dalla Edwards, che dopo l’intervento deciderà di interrompere la sua pur breve relazione con Kyle.
La Bailey si occupa di un paziente con ferite multiple da arma da taglio ed un emipericardio. In sala operatoria scopre che l’anestesista è proprio Ben e la cosa la innervosisce. Per ripicca inizia a punzecchiarlo, ricordandogli l’importanza delle regole. Ben invece le fa notare che lui non è in obbligo nei suoi confronti. Maggie e Riggs parlano rispettivamente a Ben e Miranda, invitandoli ad inquadrare meglio la situazione ed i loro rapporti, affettivi e professionali: Riggs spiega alla Bailey che lei non può impedire al marito di voler imparare, mentre Maggie ricorda a Ben che, per quanto la sua punizione sia considerata ingiusta da molti, essa resta la decisione del capo, e lui ha potuto parzialmente aggirarla solo perché il capo è sua moglie, quindi non può pretendere che Miranda non sia furiosa.
Arizona effettua un’ecografia sul bambino di April e Jackson e conferma che non vi sono sintomi che possano far presagire l’osteogenesi, la malattia che aveva condannato il primo bambino, Samuel. Durante l’ecografia Arizona si accorge però di un’altra anomalia. I ventricoli del cervello del bambino sono dilatati. Per comprenderne i motivi bisogna però approfondire le analisi. Alla notizia April perde la calma, perché l’incubo già vissuto con la morte del primo bambino sembra ripetersi. Alla fine si rivela tutto soltanto un falso allarme, ma a causa della reazione di April, Arizona decide di non seguirla più come medico, preferendo rimanere amica dei due. 
A fine episodio, Amelia e Owen confessano a vicenda i propri timori nel proseguire la loro relazione e ciò li porta a fare comunque un passo avanti.

## Mamma ci ha provato
- Titolo originale: Mama Tried
- Diretto da: Kevin McKidd
- Scritto da: Tia Napolitano

### Trama
La battaglia legale tra Arizona e Callie prosegue tramite le proposte dei rispettivi avvocati, ma non porta a nessun accordo. Pertanto l’unica strada finisce per essere quella di arrivare in tribunale dove ognuna potrà giocare a suo favore le testimonianze dei colleghi.
In ospedale Arizona, Alex ed April si occupano di Jenny, la ragazza incinta seguita dalle due dottoresse, ora alla 24ª settimana, caduta sul sapone mentre lavava i piatti procurandosi profondi tagli all’addome. Ma Arizona deve lasciare la struttura per recarsi in tribunale. Callie ha già lasciato la piccola Sofia con Maggie e Amelia a casa di Meredith. Arizona si incontra in tribunale con Richard mentre Callie arriva con Penny. 
Il primo a testimoniare è Owen, che descrive l’esperienza di Callie come partecipante al progetto pro bono delle protesi per i veterani. Ne descrive con ammirazione la ponderatezza e la determinazione anche nelle decisioni difficili. Quindi la parola passa a De Luca che descrive la gioia derivante dalla presenza di una bambina in casa di Arizona, che lui condivide avendo preso in affitto una stanza. Quindi Penny, incalzata dall’avvocato di Arizona, risponde a tono sulla natura del suo rapporto con la bambina, dimostrando di averla conosciuta abbastanza. In seguito però mostra alcune incertezze.
Alex ed April stanno eseguendo una indagine laparoscopica per verificare le condizioni del bambino di Jenny e si accorgono di una complicazione, poiché l’utero della ragazza è perforato. Il dr. Russo, ginecologo di turno, intende applicare una plasma patch per contenere il riversamento.
La testimonianza della Bailey è basata sulla valutazione degli orari di lavoro e della disponibilità ad eventuali emergenze dei due medici, con la cui argomentazione l’avvocato di Callie intende dimostrare che Arizona potrebbe risultare troppo legata ai suoi orari ed ai suoi obblighi professionali, tuttavia la Bailey, pur mantenendosi neutrale, rifiuta di considerare negativo il fatto che la collega dedichi il suo tempo a salvare delle vite, così come fa notare che, le argomentazioni dell'avvocato, risulterebbero molto meno solide se Arizona non fosse una donna. 
Nel frattempo, Stephanie inizia ad avere qualche ripensamento sull’aver troncato la sua relazione con Kyle e quasi lo chiama da ubriaca, mentre Jackson ed April provano a stabilire, in accordo, alcune regole sulla futura gestione del bambino.
La testimonianza di Meredith verte inizialmente sull’occupazione delle bambine, ma poi si sposta sulla sua condizione di mamma single e sulla rete di assistenza costruita, ma a Seattle, che Sofia lascerebbe a seguito del trasferimento. A Richard viene ricordato di quante volte lui e Arizona sono andati nel Bar per sole donne per partecipare alle serate a quiz, e di tutte le volte che Arizona ha chiesto a Callie di sostituirla nell’assistenza a Sofia, risultando queste molto numerose. Quindi la parola passa a Callie, a cui viene chiesto di rievocare il giorno in cui ha partorito ed i particolari dell’incidente d’auto occorsole quel giorno. 
Le condizioni del bambino di Jenny peggiorano e il dr. Russo intende farlo nascere, con contrarietà di Alex che, però non ha l'autorità per fermarlo. Al banco, Arizona viene accusata dall'avvocato di Callie di essere diventata la madre di Sofia per imposizione estranea, avendola adottata solo successivamente alla sua nascita, ma questo la fa invece infuriare, dato che adottare la figlia è stata una scelta compiuta autonomamente. Prima di poter finire però, Arizona viene raggiunta da una telefonata con la quale le chiedono di recarsi in ospedale, così lei lascia il tribunale durante l’udienza per andare a fermare il dr. Russo che invece ha già iniziato il cesareo. La dottoressa tuttavia interviene e riesce a salvare sia la ragazza che la neonata, che viene riposizionata in utero. 
Prima della decisione finale emessa dal giudice, Callie assicura Arizona che lei sarà sempre la mamma di Sofia, indipendente da chi otterrà l'affidamento. Quest'ultima, però, è comunque furiosa, perché l'avvocato di Callie, al contrario del suo, per vincere le ha detto cose orribili.
Al termine dell’udienza, il giudice stabilisce l’affidamento esclusivo ad uno solo dei due medici. 
Stephanie scopre che Kyle è di nuovo in ospedale con sospetta meningite, scegliendo di non avvertirla poiché ancora molto arrabbiato con lei. 
L'episodio si conclude con Arizona che, uscita vittoriosa dal tribunale, va a prendere la figlia a casa di Meredith mentre Callie, che osserva da un'altra stanza, è sconfortata ed ancora incredula.

## Finalmente
- Titolo originale: At Last
- Diretto da: Rob Corn
- Scritto da: Stacy McKee

### Trama
Owen ha venduto la roulotte che un tempo apparteneva a Derek. Meredith ne rimane particolarmente turbata. In sala operatoria Owen, Amelia e Maggie parlano di case e matrimonio. Ma Amelia e Owen tentano di farlo passare come un discorso assolutamente ipotetico. La situazione tra Penny e Callie è decisamente peggiorata in seguito alla causa di affidamento. Callie rivolge a malapena la parola a Penny, che propone a Callie di rinviare la partenza. Callie invece propone una soluzione più drastica. La relazione tra lei e Penny è finita. Alex segue un bambino caduto da una libreria che gli ha provocato una frattura al braccio. La nonna cerca di avere informazioni sulla situazione sentimentale di Alex, poiché ha una figlia che vorrebbe sistemare. Arriva in pronto soccorso un istruttore di guida con un ragazzo in braccio, svenuto. Un altro ragazzo attende in auto. Mentre Alex e Meredith li visitano, giunge la madre di uno dei due, che frequenta l’istruttore, ma il figlio rivela che vuole lasciarlo. I due iniziano a litigare nel corridoio. Ma Alex e Meredith si accorgono che un ragazzo ha una fascite necrotizzante e chiamano Maggie per intervenire immediatamente, la quale però cede l’intervento a Riggs. L’intervento eseguito da Riggs, Alex e Meredith risulta particolarmente impegnativo. Al termine Meredith rinfaccia ad Amelia di non avere una vita propria, ma di tentare di ripercorrere le orme di Derek. Kyle è in ospedale ma non vuole che la Edwards lo assista. Mentre è in bagno però cade e la Edwards lo soccorre. Lei tenta di fargli capire che ha bisogno che qualcuno gli stia vicino, ma lui la allontana bruscamente, il tremore gli è tornato ed ha continui conati di vomito. Giungono comunque in ospedale la madre e la sorella, che avendo saputo della storia con la Edwards, la allontanano dalla stanza durante il giro di visita. Amelia ha comunque deciso di effettuare su Kyle una procedura rischiosa e la Edwards ne viene a conoscenza da Jo, poiché comunque la Shepherd tiene a distanza la specializzanda. La Edwards non molla e va da Kyle per confortarlo, e questi finalmente le concede di fermarsi a parlare. Prima di andare in sala operatoria, i due si baciano. La Edwards assiste all’intervento dalla galleria, ma Kyle non ce la fa. A fine episodio alcune situazioni sentimentali si definiscono. Alex chiede ancora una volta a Jo di sposarlo ma lei rifiuta. Richard incontra Catherine e ne è felice. Amelia si sfoga con Owen per la perdita del suo paziente, gli chiede di avere una vita vera con lei e di sposarlo. Meredith e Riggs litigano nel parcheggio, perché lei ha cercato tutto il giorno di avvelenare gli animi dei colleghi. La discussione ha un epilogo inaspettato: si baciano appassionatamente e poi fanno l'amore in auto.

## Affari di famiglia
- Titolo originale: Family Affair
- Diretto da: Debbie Allen
- Scritto da: William Harper

### Trama
Dopo un balzo temporale di qualche mese rispetto agli avvenimenti del precedente episodio, giunge il grande giorno: Amelia ed Owen si sposeranno. Amelia, inizialmente distrutta poiché la madre e gli altri membri della famiglia non verranno alla cerimonia, dopo esser stata consolata da Owen, ha nuovamente dubbi circa il matrimonio dopo che Meredith dice ad Owen che avrebbe dovuto chiamare Cristina per avvertirla dell'evento. Meredith si confronta poi con Amelia, la quale esasperata afferma di non aver nessuno al suo fianco, così Meredith le rivela di poter contare su di lei per qualsiasi cosa. Alla fine le due e Maggie si ritrovano a fuggire in macchina. Le discussioni tra Ben e Miranda si fanno sempre più frequenti poiché ormai sono passati quattro mesi dall'incidente, ma lui intuisce che lei in ogni caso non è più disposta a fidarsi di lui nel gestire i pazienti, facendolo infuriare. Persino Webber pensa, a questo punto, che la Bailey stia superando il limite con la sua ostentata severità. April ha il ruolo di testimone di Owen, ma si dimentica le fedi a casa di Meredith, così va con Ben a prenderle. Prima di tornare alla festa però ha le doglie e il bambino è podalico, quindi Ben deve farlo nascere con un cesareo d'emergenza. Alex e Jo si affrontano ancora una volta sulla questione matrimonio e Alex, stanco del comportamento di Jo, decide di andarsene di casa poiché egli vuole sposarsi e poi costruire una famiglia; il tutto porta Jo ad ubriacarsi al bar. Fortunatamente Andrew, che passava di lì, le fa compagnia e la riaccompagna poi a casa; la donna gli rivela di esser già sposata e che il marito, che l'ha già mandata in ospedale una volta, se venisse a sapere dove abita la verrebbe a cercare. Mentre tenta di metterla a letto, Andrew inciampa su di lei e proprio in quel momento entra Alex che ha frainteso tutto e inizia a picchiare violentemente l'innocente ragazzo. Intanto Amelia comprende di dover sposare Owen così torna alla cerimonia e i due possono finalmente divenire marito e moglie. Ben è in grado di salvare sia April che la bambina, riconquistando la fiducia della Bailey, mentre Arizona ripara con Callie e le permette di andare a New York con Penny e di condividere la custodia di Sofia. Mentre Nathan sta guardando Meredith, Maggie, ignara della loro relazione, le confida che le piace davvero Nathan, il che sconvolge la Grey.